# Richard Eromoigbe
Richard Eromoigbe est un footballeur international nigérian né le 26 juin 1984 à Lagos.
Il a participé à la Coupe d'Afrique des nations 2008 avec l'équipe du Nigeria.

## Carrière
- 2001 : Lagos United ( Nigeria)
- 2001–2003 : Tcherno More Varna ( Bulgarie)
- 2003–2008 : Levski Sofia ( Bulgarie)
- 2008 : FK Khimki ( Russie)
- 2009–2011 : Warri Wolves ( Nigeria)
- 2011 : Anorthosis Famagouste ( Chypre)
- 2011 : Alki Larnaca ( Chypre)
- 2012– : PFK Beroe Stara Zagora ( Bulgarie)

## Palmarès
Levski Sofia
- Champion de Bulgarie : 2006, 2007
- Vainqueur de la Coupe de Bulgarie : 2005, 2007
- Vainqueur de la Supercoupe de Bulgarie : 2005, 2007